# インド・中東・欧州経済回廊

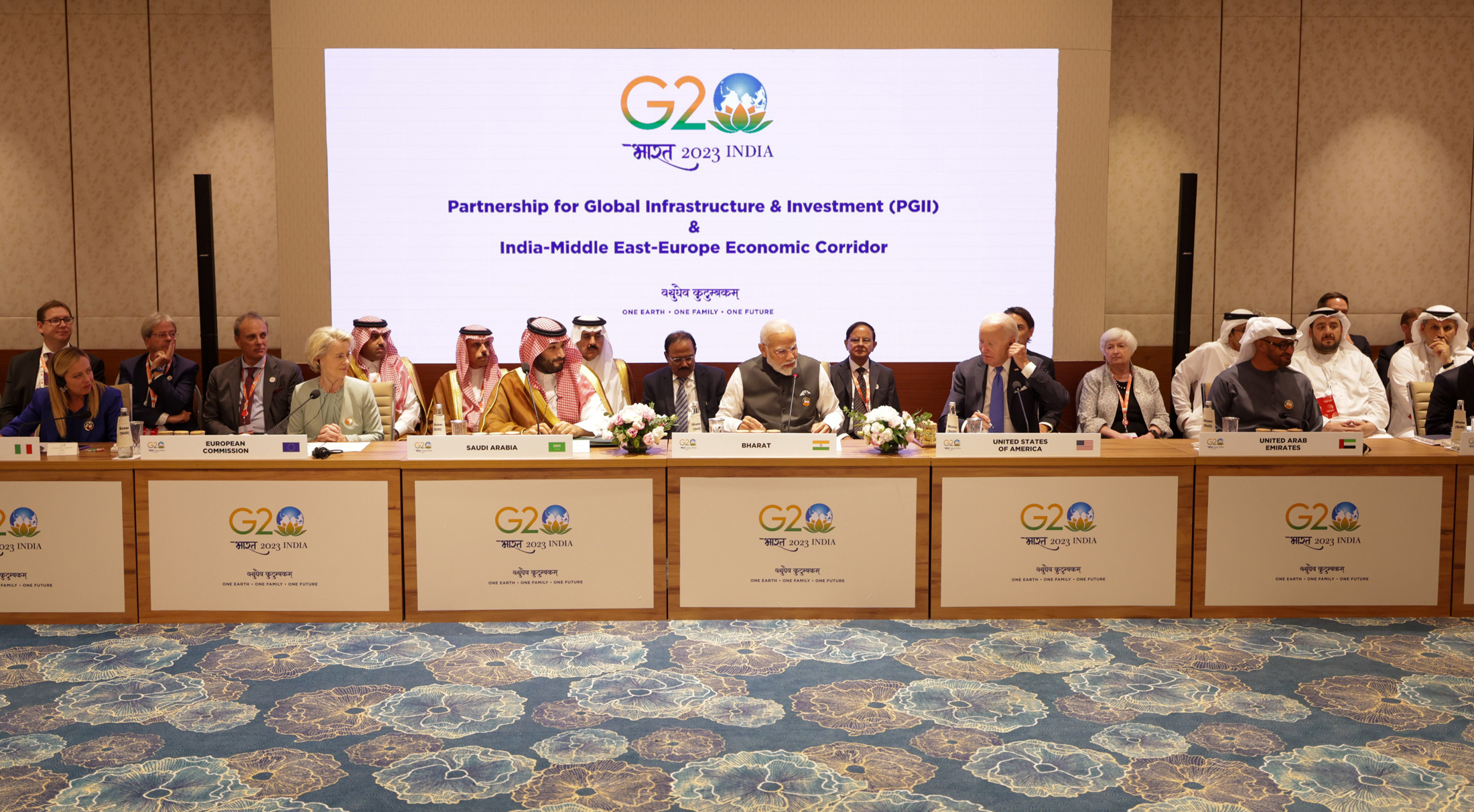
2023年G20サミットにおいて行われた調印式

インド・中東・欧州経済回廊（インド・ちゅうとう・おうしゅうけいざいかいろう、英語: India-Middle East-Europe Economic Corridor）は、南アジアから中東、ヨーロッパまでを鉄道や港湾で結ぶことを目的とする多国間プロジェクトである。2023年インドG20サミットで発表されたもので、アメリカ版一帯一路計画とも呼ばれる。略称はIMEC。

## 概要
2022年にドイツで開催されたG7サミットにおいてアメリカ合衆国のジョー・バイデン大統領が発展途上国に対するインフラ投資支援計画であるグローバル・インフラ投資パートナーシップ(PGII)を提唱した。これは中華人民共和国の経済圏構想・一帯一路に対抗するもので、透明性がより高く、持続可能なインフラ整備プロジェクトであるとアピールされている。このPGIIの枠組み内で打ち出されたものがIMECである。
鉄道や港湾のインフラ施設の新規開発や修復を行うことで中東の鉄道空白地帯を埋め地域全体を鉄道で結ぶほか、港でインドと接続させる。また参加国は発電に使うための水素を運ぶパイプラインや、電力やデータ回線用の海底ケーブルを新たに設置する。このことで輸送時間、コスト、燃料の削減を図り、湾岸諸国から欧州への物、エネルギー、データの流れを後押しすることを目的としている。経済統合の強化、エネルギー安全保障の強化、そして長期的に利益をもたらす質の高い新たな雇用を生み出すことなどが期待されている。またイスラエルと湾岸諸国の関係正常化する手段とも捉えられている。
この構想でインフラが整備されれば、スエズ運河を通ることなく、アジアと欧州を結ぶ貿易の動脈が完成する。インド＝欧州間の輸送時間は40％短縮されるという試算もある。
金銭面の詳細については公開されていない。

## 構想
当初の構想ではインドとペルシア湾を結ぶ東側回廊と、ペルシア湾と欧州を結ぶ北側回廊の2回廊で構成されており、インドからアラビア海を渡りアラブ首長国連邦(UAE)、サウジアラビア、ヨルダン、イスラエルを通り、地中海を渡りヨーロッパを結ぶことが想定されている。

## 経過
2023年9月にインドのニューデリーにて開催されたG20サミットに合わせて構想が発表され、9月10日に欧州連合(EU)、インド、サウジアラビア、UAE、アメリカ合衆国、フランス、ドイツ、イタリアが覚書に調印した。翌日のインド国内の新聞ではG20会議そのものではなく、IMECの調印式の写真が一面に登場するなど注目を集めた。調印から60日以内により綿密な計画が策定され、スケジュールが設定される予定である。

## 中華人民共和国の反応
PGII自体が一帯一路計画に対抗するものであり、2023年G20サミットの直前にはG7から唯一、一帯一路計画に参加していたイタリアが離脱する動きを強めていた。同G20サミットに習近平国家主席が出席しなかったのは、IMECの調印式が開催されることを嫌がったのが一因とも指摘された。

## 今後の課題
従来のインドを拠点とする大規模構想は、実質的な成果を生み出せてこなかったという指摘がある。また中華人民共和国と違い、インドやアメリカ合衆国といった民主主義国では政権交代が発生すれば計画が頓挫するリスクもあるため、この構想がどこまで現実のものとなるかは不明である。